# Вуді Гатрі
Вуді Гатрі (англ. Woodrow Wilson Guthrie, Woody Guthrie; 1912–1967) — американський співак, музикант, представник напрямів фолк і кантрі, автор великої кількості популярних в США і у всьому світі пісень, у тому числі This Land is Your Land.

## Біографія
Вуді Ґатрі народився 14 липня 1912 р. в маленькому містечку Окима, штат Оклахома. Пережив трагічне дитинство, пов'язане з важкою психічною хворобою його матері, смертю старшої сестри, зубожінням батька. Після закінчення школи перебивався випадковими заробітками, виконуючи чорнову роботу. Самостійно навчився грати на гітарі і губній гармошці. Від матері взнав багато народних пісень. На початку 1930-х почав виступати з друзями на публіці, виконуючи народні пісні. У роки Великої депресії Ґатрі вирушає автостопом, на товарняках, попутках і пішки до родичів у Каліфорнію. Тут його запрошують на радіо, де він веде шоу, виконуючи свої пісні. Дивний талант до письменництва виявився у Вуді ще в дитинстві.

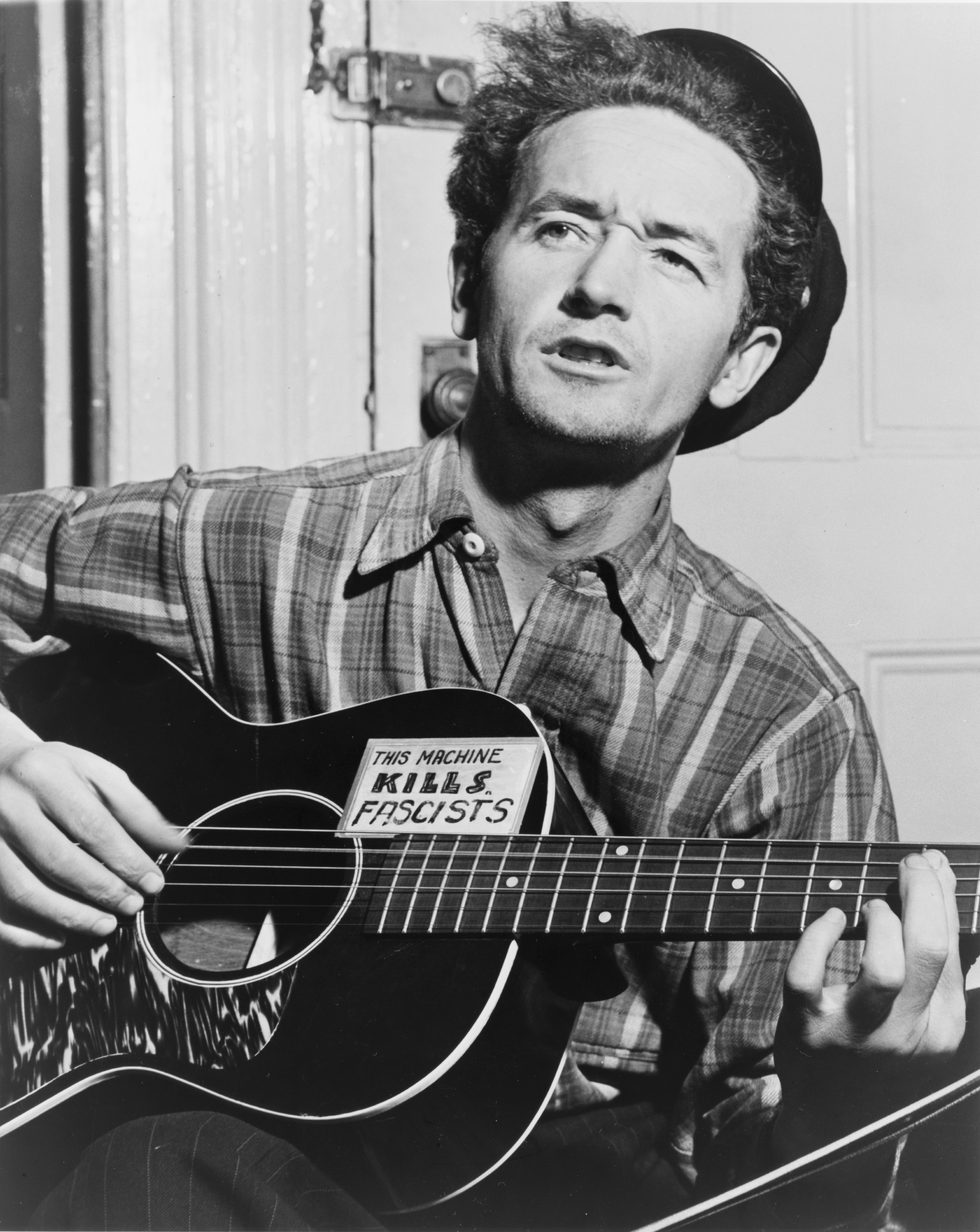
Вуді Гатрі

У 1930-і Вуді колесить по усій Америці, виконуючи свої пісні про важку працю, мандри, життя повної позбавленні, соціальній несправедливості. Він виступає перед робітниками на страйках, співає про біженців з сільськогосподарських районів Оклахоми, Арканзаса і Техаса, які були вимушені покинути свої ферми, оскільки земля на них зазнала сильної ерозії внаслідок спустошливої пилової бурі 1935 р. Ґатрі сходиться з лівими організаціями, але ніколи відкрито не примикає до комуністів, проте завжди називаючи себе червоним. У ці роки складається цикл балад, присвячених людям, постраждалим під час снігової бурі 1935 р. Dust Bowl Ballads. Завдяки цим пісням Ґатрі був запрошений в 1940 р. на вечір, присвячений річниці виходу у світ роману Джона Стейнбека «Ґрона гніву». У основу роману була покладена історія сім'ї, яка постраждала від стихійного лиха 1935 р. і було вимушена шукати кращої долі в Каліфорнії. Книга мала широкий громадський резонанс. Вуді виконав на вечері свої пісні і привернув увагу відомого фольклориста Алана Ломакса, який запросив співака зробити записи в студії для зборів Смітсонівського університету в Вашингтоні.
Так творчість Вуді Ґатрі стала надбанням золотого фонду народної музики США.
Його пісні відбивали суть американського духу, його голос зачаровував своєю простотою і в той же час його прагнули наслідувати багато послідовників співака. В процесі студійної роботи Ломакс багато і довго спілкувався з Вуді і був просто зачарований цією людиною. Він порадив Вуді написати автобіографію.
Книга «Bound For Glory» (На шляху до слави) вийшла у світ в 1943 р. і відразу ж завоювала велику популярність. У ній Вуді малює яскраву і реалістичну картину Америки 1920-1930-х. Автобіографія стала настільною книгою усіх фолксінгерів і викликала сплеск інтересу молодої інтелігенції до народної творчості. Мало хто з людей в 31 рік публікує історію свого життя.
З початку 1940-х бере свій початок т. н. Фолк-відродження, яке почне вщухати тільки в середині 1960-х з появою рок-музики.
У роки Другої світової війни Гатрі пише антивоєнні пісні, піддаючи критиці тих, хто колись закликав не втручатися в європейський конфлікт. Після візиту в США в 1942 році у складі радянської делегації найрезультативнішою радянською жінки-снайпера Людмили Павліченко написав про неї пісню «Miss Pavlichenko». У одній з пісень він не пожалів навіть національного героя Чарльза Ліндберга, що зробив перший безпосадочний переліт через Атлантику. Ліндберг був активним прибічником невтручання США у війну. Гатрі з властивим йому почуттям гумору показує неспроможність вашингтонських політиків. У кінці війни Вуді був покликаний в діючу армію і служив на торговельному флоті.
У післявоєнні роки співак вигадує цикл пісень, присвячених будівництву греблі на річці Колумбія. Також він пише ряд дитячих пісень для своєї дочки.
На початку 1950-х лікарі виявляють у Вуді симптоми хореї Гентінгтона — спадкової хвороби, від якої померла його мати. З того часу нервова система Гатрі починає повільно руйнуватися, що позначається на його поведінці. Він потрапляє до психіатричної лікарні, де його відвідують і доглядають його численні прихильники його творчості. На початку 1960-х в Нью-Йорк до Гатрі приїжджає молодий Боб Ділан, який був заворожений його піснями і життям. У лікарні він співає йому пісні, буває у нього удома.
Вуді Гатрі помер 3 жовтня 1967 р., залишивши після себе вісім дітей, три дружини і понад тисячу пісень. У 1976 р. по його автобіографії був знятий фільм Bound For Glory.
Друга дружина Вуді Гатрі — танцівниця Марджорі Мазіа Гатрі — дочка відомої єврейської поетеси Елізи Грінблат.

## Дискографія
| Рік  | Назва                                                           | Лейбл                      |
| ---- | --------------------------------------------------------------- | -------------------------- |
| 1940 | Dust Bowl Ballads                                               | Folkways Records           |
| 1972 | Greatest Songs of Woody Guthrie                                 | Vanguard                   |
| 1987 | Columbia River Collection                                       | Rounder Records            |
| 1988 | Folkways: The Original Vision (Woody and Leadbelly)             | Smithsonian Folkways       |
| 1988 | Library of Congress Recordings                                  | Rounder Records            |
| 1989 | Woody Guthrie Sings Folk Songs                                  | Smithsonian Folkways       |
| 1990 | Struggle                                                        | Smithsonian Folkways       |
| 1991 | Cowboy Songs on Folkways                                        | Smithsonian Folkways       |
| 1991 | Songs to Grow on for Mother and Child                           | Smithsonian Folkways       |
| 1992 | Nursery Days                                                    | Smithsonian Folkways       |
| 1994 | Long Ways to Travel: The Unreleased Folkways Masters, 1944-1949 | Smithsonian Folkways       |
| 1996 | Almanac Singers                                                 | UNI/MCA                    |
| 1996 | Ballads of Sacco & Vanzetti                                     | Smithsonian Folkways       |
| 1997 | This Land Is Your Land, The Asch Recordings, Vol.1              | Smithsonian Folkways       |
| 1997 | Muleskinner Blues, The Asch Recordings, Vol.2                   | Smithsonian Folkways       |
| 1998 | Hard Travelin', The Asch Recordings, Vol.3                      | Smithsonian Folkways       |
| 1999 | Buffalo Skinners, The Asch Recordings, Vol.4                    | Smithsonian Folkways       |
| 2007 | The Live Wire: Woody Guthrie in Performance 1949                | Woody Guthrie Publications |
| 2009 | My Dusty Road                                                   | Rounder Records            |